# Vladislav Nehasil

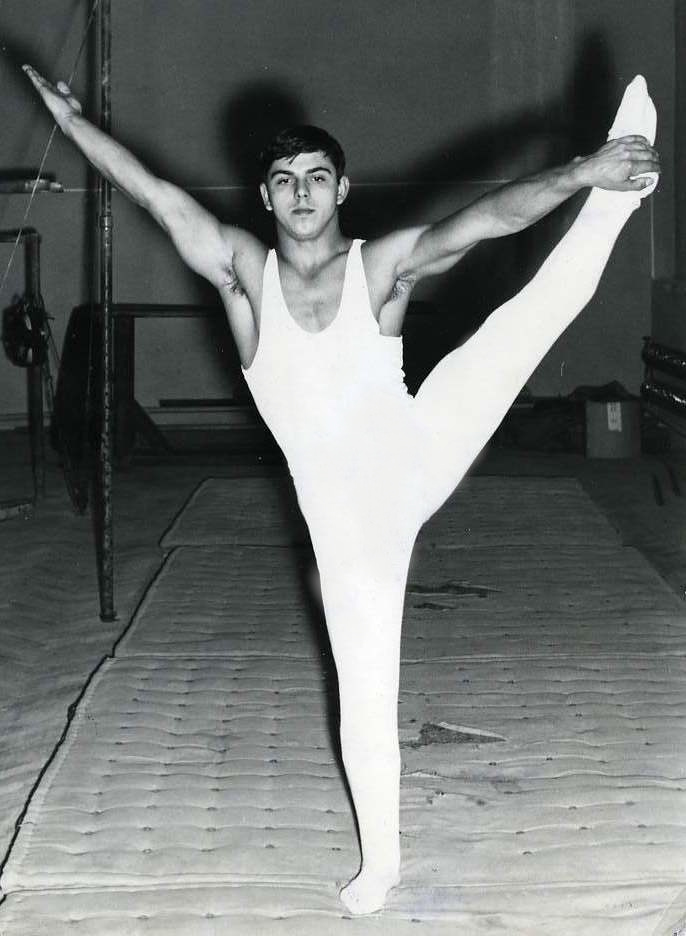
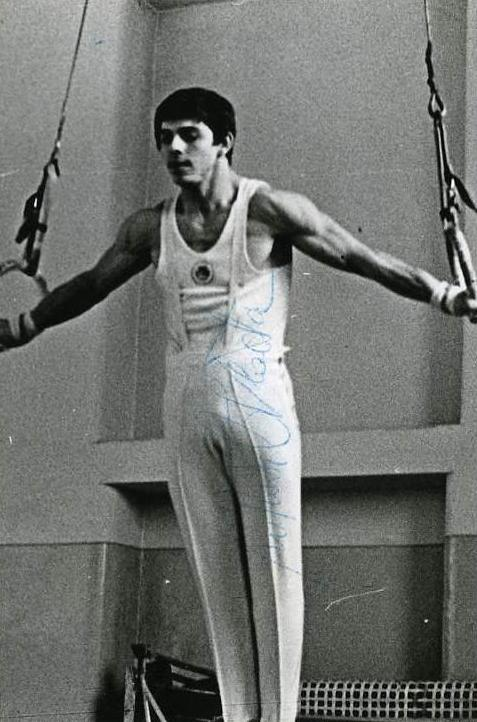
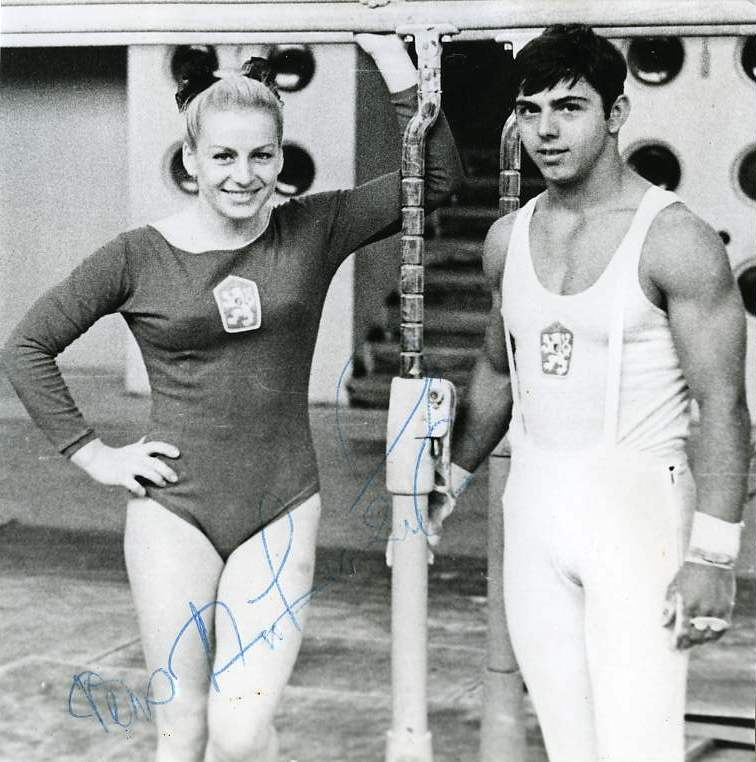

Vladislav Nehasil (* 23. března 1947 v Ústí nad Labem) je bývalý československý gymnasta, reprezentant ČSSR na Letních olympijských hrách 1972, kde se umístil v soutěži jednotlivců na 41. místě a v soutěži družstev na 9. místě, a LOH 1976, kde v soutěži jednotlivců skončil na 55. místě a v soutěži družstev na 9. příčce. V roce 1974 byl oceněn ÚV ČSTV a titulován Mistr sportu. V roce 1978 získal titul Zasloužilý mistr sportu.